# Xã Clinton, Quận Shelby, Ohio
Xã Clinton (tiếng Anh: Clinton Township) là một xã thuộc quận Shelby, tiểu bang Ohio, Hoa Kỳ. Năm 2010, dân số của xã này là 21.221 người.